# San José (condado de Río Arriba)
San José es un lugar designado por el censo ubicado en el condado de Río Arriba en el estado estadounidense de Nuevo México. En el Censo de 2010 tenía una población de 695 habitantes y una densidad poblacional de 148,34 personas por km².

## Geografía
San José se encuentra ubicado en las coordenadas 36°2′12″N 106°6′2″O / 36.03667, -106.10056. Según la Oficina del Censo de los Estados Unidos, San José tiene una superficie total de 4.69 km², de la cual 4.69 km² corresponden a tierra firme y (0%) 0 km² es agua.

## Demografía
Según el censo de 2010, había 695 personas residiendo en San José. La densidad de población era de 148,34 hab./km². De los 695 habitantes, San José estaba compuesto por el 61.44% blancos, el 0.14% eran afroamericanos, el 2.45% eran amerindios, el 0.58% eran asiáticos, el 0% eran isleños del Pacífico, el 33.24% eran de otras razas y el 2.16% pertenecían a dos o más razas. Del total de la población el 94.1% eran hispanos o latinos de cualquier raza.